# Copa do Mundo de Clubes da FIFA de 2017
A Copa do Mundo de Clubes da FIFA de 2017 (2017 الإمارات العربية المتحدة, em árabe) foi a 14.ª edição da competição de clubes realizada anualmente pela Federação Internacional de Futebol (FIFA), que foi realizada nos Emirados Árabes Unidos. Com duas cidades-sede, o campeonato foi disputado entre 6 e 16 de dezembro. Esta é a terceira vez que os Emirados Árabes Unidos sedia o torneio, tendo sediado as edições de 2009 e 2010.
O Real Madrid, da Espanha, conquistou seu sexto título de âmbito mundial, o terceiro mundial da FIFA sendo o segundo consecutivo, depois da vitória na final por 1–0 sobre o clube brasileiro Grêmio. Anteriormente o clube conquistou três edições da Copa Intercontinental em 1960, 1998 e 2002 e duas da Copa do Mundo de Clubes da FIFA em 2014 e 2016.

## Processo de escolha
O processo de candidatura para os campeonatos de 2017 e 2018 começou em fevereiro de 2014. As associações interessadas em sediar deveriam apresentar uma declaração de interesse até 30 de março de 2014, e fornecer o conjunto completo de documentos da licitação até 25 de agosto de 2014. Foi selecionado o anfitrião pela FIFA na sua reunião em Marrocos, em dezembro de 2014, mas a decisão final foi adiada para a reunião do seu comitê executivo entre 19 e 20 março de 2015, que escolheu os Emirados Árabes Unidos como sede.
Os candidatos eram:
- Brasil
- Emirados Árabes Unidos
- Índia
- Japão

No dia 20 de março de 2015, a FIFA anunciou oficialmente os Emirados Árabes Unidos como sede da Copa do Mundo de Clubes de 2017 e 2018.

## Equipes classificadas
| Confederação                                         | Equipe                          | Classificação                                          | Participação                                        |
| Disputa a partir das semifinais                      | Disputa a partir das semifinais | Disputa a partir das semifinais                        | Disputa a partir das semifinais                     |
| ---------------------------------------------------- | ------------------------------- | ------------------------------------------------------ | --------------------------------------------------- |
| CONMEBOL                                             | Grêmio                          | Campeão da Copa Libertadores da América de 2017        | 1ª                                                  |
| UEFA                                                 | Real Madrid                     | Campeão da Liga dos Campeões da UEFA de 2016–17        | 4ª (2000, 2014, 2016)                               |
| Disputa a partir das quartas de finais               |                                 |                                                        |                                                     |
| AFC                                                  | Urawa Red Diamonds              | Campeão da Liga dos Campeões da AFC de 2017            | 2ª (2007)                                           |
| CAF                                                  | Wydad Casablanca                | Campeão da Liga dos Campeões da CAF de 2017            | 1ª                                                  |
| CONCACAF                                             | Pachuca                         | Campeão da Liga dos Campeões da CONCACAF de 2016–17    | 4ª (2007, 2008 e 2010)                              |
| Disputa a partir do playoff para as quartas de final |                                 |                                                        |                                                     |
| OFC                                                  | Auckland City                   | Campeão da Liga dos Campeões da OFC de 2017            | 9ª (2006, 2009, 2011, 2012, 2013, 2014, 2015, 2016) |
| País-sede                                            | Al-Jazira                       | Campeão do Campeonato Emiradense de Futebol de 2016–17 | 1ª                                                  |

## Arbitragem
Esta é a lista de árbitros e assistentes que atuaram na competição.
| Confederação | Árbitros            | Assistentes                                     | Árbitros de vídeo                                         |
| ------------ | ------------------- | ----------------------------------------------- | --------------------------------------------------------- |
| AFC          | UZB Ravshan Irmatov | UZB Abdukhamidullo Rasulov UZB Jakhongir Saidov | QAT Abdulrahman Al-Jassim                                 |
| CAF          | SEN Malang Diedhiou | SEN Djibril Camara SEN El Hadji Malick Samba    |                                                           |
| CONCACAF     | MEX César Ramos     | MEX Marvin Torrentera MEX Miguel Hernández      | USA Mark Geiger                                           |
| CONMEBOL     | BRA Sandro Ricci    | BRA Emerson de Carvalho BRA Marcelo Van Gasse   | URU Andrés Cunha BRA Wilton Sampaio ARG Mauro Vigliano    |
| OFC          | NZL Matthew Conger  | NZL Simon Lount TGA Tevita Makasini             |                                                           |
| UEFA         | GER Felix Brych     | GER Mark Borsch GER Stefan Lupp                 | POR Artur Soares Dias FRA Clément Turpin GER Felix Zwayer |

## Sedes
Em 11 de abril de 2017, o Estádio Xeique Zayed, em Abu Dhabi, e o Estádio Hazza bin Zayed, em Al Ain, foram anunciadas as duas sedes do torneio.
| Abu Dhabi            | Abu Dhabi Al AinCopa do Mundo de Clubes da FIFA de 2017 (Emirados Árabes Unidos) | Al Ain                  |
| -------------------- | -------------------------------------------------------------------------------- | ----------------------- |
| Estádio Xeique Zayed | Abu Dhabi Al AinCopa do Mundo de Clubes da FIFA de 2017 (Emirados Árabes Unidos) | Estádio Hazza bin Zayed |
| Capacidade: 43 000   | Abu Dhabi Al AinCopa do Mundo de Clubes da FIFA de 2017 (Emirados Árabes Unidos) | Capacidade: 22 717      |
|                      | Abu Dhabi Al AinCopa do Mundo de Clubes da FIFA de 2017 (Emirados Árabes Unidos) |                         |

## Elencos
Cada equipe precisou nomear uma lista contendo 23 jogadores (três destes obrigatoriamente precisam ser goleiros). Trocas por lesão foram aceitas até 24 horas antes da primeira partida da equipe.

## Partidas
|  |                         |                         |                            |               |                           |                           |                |                |            |            |  |  |                            |                            |
|  | Play-off                | Play-off                |                            |               | Quartas de final          | Quartas de final          |                |                | Semifinais | Semifinais |  |  | Final                      | Final                      |
|  | 6 de dezembro – Al Ain  |                         |                            |               |                           |                           |                |                |            |            |  |  |                            |                            |
|  | Al-Jazira               | 1                       |                            |               | 9 de dezembro – Abu Dhabi | 9 de dezembro – Abu Dhabi |                |                |            |            |  |  |                            |                            |
|  | Al-Jazira               | 1                       |                            |               | 9 de dezembro – Abu Dhabi | 9 de dezembro – Abu Dhabi |                |                |            |            |  |  |                            |                            |
|  | Auckland City           | 0                       |                            |               | Al-Jazira                 | 1                         |                |                |            |            |  |  |                            |                            |
|  | Auckland City           | 0                       | 13 de dezembro – Abu Dhabi |               | Al-Jazira                 | 1                         |                |                |            |            |  |  |                            |                            |
|  |                         |                         |                            |               | Urawa Red Diamonds        | 0                         |                |                |            |            |  |  |                            |                            |
|  | Al-Jazira               | 1                       |                            |               | Urawa Red Diamonds        | 0                         |                |                |            |            |  |  |                            |                            |
|  | Al-Jazira               | 1                       |                            |               |                           |                           |                |                |            |            |  |  |                            |                            |
|  |                         |                         | Real Madrid                | 2             |                           |                           |                |                |            |            |  |  |                            |                            |
|  |                         |                         | Real Madrid                | 2             |                           |                           |                |                |            |            |  |  |                            |                            |
|  |                         |                         | 16 de dezembro – Abu Dhabi |               |                           |                           |                |                |            |            |  |  |                            |                            |
|  |                         |                         |                            |               |                           |                           |                |                |            |            |  |  |                            |                            |
|  | Real Madrid             | 1                       |                            |               |                           |                           |                |                |            |            |  |  |                            |                            |
|  | Real Madrid             | 1                       | 9 de dezembro – Abu Dhabi  |               |                           |                           |                |                |            |            |  |  |                            |                            |
|  |                         | Grêmio                  | 0                          |               |                           |                           |                |                |            |            |  |  |                            |                            |
|  |                         |                         | 0                          | Pachuca (pro) | 1                         |                           |                |                |            |            |  |  |                            |                            |
|  | 12 de dezembro – Al Ain |                         |                            | Pachuca (pro) | 1                         |                           |                |                |            |            |  |  |                            |                            |
|  |                         | Wydad Casablanca        | 0                          |               |                           |                           |                |                |            |            |  |  |                            |                            |
|  | Grêmio (pro)            | Wydad Casablanca        | 0                          | 1             |                           |                           |                |                |            |            |  |  |                            |                            |
|  | Grêmio (pro)            | Quinto lugar            | Quinto lugar               | 1             |                           |                           | Terceiro lugar | Terceiro lugar |            |            |  |  |                            |                            |
|  |                         | Quinto lugar            | Quinto lugar               |               | Pachuca                   | 0                         | Terceiro lugar | Terceiro lugar |            |            |  |  |                            |                            |
|  | Wydad Casablanca        | 2                       | Al-Jazira                  | 1             | Pachuca                   | 0                         |                |                |            |            |  |  |                            |                            |
|  | Wydad Casablanca        | 2                       | Al-Jazira                  | 1             |                           |                           |                |                |            |            |  |  |                            |                            |
|  | Urawa Red Diamonds      | 3                       | Pachuca                    | 4             |                           |                           |                |                |            |            |  |  |                            |                            |
|  | Urawa Red Diamonds      | 3                       | Pachuca                    | 4             |                           |                           |                |                |            |            |  |  |                            |                            |
|  | 12 de dezembro – Al Ain | 12 de dezembro – Al Ain |                            |               |                           |                           |                |                |            |            |  |  | 16 de dezembro – Abu Dhabi | 16 de dezembro – Abu Dhabi |

Todas as partidas seguem o fuso horário local (UTC+4).

### Play-off
| 6 de dezembro | Al-Jazira     | 1 – 0     | Auckland City | Estádio Hazza bin Zayed, Al Ain             |
| 21:00         | Romarinho 38' | Relatório |               | Público: 4 246 Árbitro: SEN Malang Diedhiou |

| Al-Jazira | Auckland City |

### Quartas de final
O sorteio foi realizado em 9 de outubro de 2017 para definir os confrontos das quartas de final e quais equipes os vencedores irão enfrentar nas semifinais. No momento em que o sorteio foi realizado a identidade das equipes da AFC, CAF e CONMEBOL não eram conhecidas.
| 9 de dezembro | Pachuca     | 1 – 0 (pro) | Wydad Casablanca | Estádio Xeique Zayed, Abu Dhabi              |
| 17:00         | Guzmán 112' | Relatório   |                  | Público: 12 488 Árbitro: UZB Ravshan Irmatov |

| Pachuca | Wydad |

| 9 de dezembro | Al-Jazira    | 1 – 0     | Urawa Red Diamonds | Estádio Xeique Zayed, Abu Dhabi          |
| 20:30         | Mabkhout 52' | Relatório |                    | Público: 15 593 Árbitro: MEX César Ramos |

| Al-Jazira | Urawa Reds |

### Disputa pelo quinto lugar
| 12 de dezembro | Wydad Casablanca                 | 2 – 3     | Urawa Red Diamonds                        | Estádio Hazza bin Zayed, Al Ain            |
| 18:00          | Haddad 21' · Hajhouj 90+4' (pen) | Relatório | Maurício Antônio 18', 60' · Kashiwagi 26' | Público: 4 281 Árbitro: NZL Matthew Conger |

| Wydad | Urawa Reds |

### Semifinais
| 12 de dezembro | Grêmio      | 1 – 0 (pro) | Pachuca | Estádio Hazza bin Zayed, Al Ain         |
| 21:00          | Everton 95' | Relatório   |         | Público: 6 428 Árbitro: GER Felix Brych |

| Grêmio | Pachuca |

| 13 de dezembro | Al-Jazira     | 1 – 2     | Real Madrid                      | Estádio Xeique Zayed, Abu Dhabi           |
| 21:00          | Romarinho 41' | Relatório | Cristiano Ronaldo 53' · Bale 81' | Público: 36 650 Árbitro: BRA Sandro Ricci |

| Al-Jazira | Real Madrid |

### Disputa pelo terceiro lugar
| 16 de dezembro | Al-Jazira   | 1 – 4     | Pachuca                                                         | Estádio Xeique Zayed, Abu Dhabi              |
| 18:00          | Mubarak 57' | Relatório | Urretaviscaya 37' · Jara 60' · De la Rosa 79' · Sagal 84' (pen) | Público: 11 785 Árbitro: SEN Malang Diedhiou |

| Al-Jazira | Pachuca |

### Final
| 16 de dezembro | Real Madrid           | 1 – 0     | Grêmio | Estádio Xeique Zayed, Abu Dhabi          |
| 21:00          | Cristiano Ronaldo 53' | Relatório |        | Público: 41 094 Árbitro: MEX César Ramos |

| Real Madrid | Grêmio |

## Premiação
| Copa do Mundo de Clubes da FIFA de 2017 |
| Espanha                                 |
| --------------------------------------- |
| Real Madrid Campeão (3.º título)        |

Fair Play
| Fair play | Real Madrid |

### Individuais
| Bola de Ouro              | Bola de Prata                   | Bola de Bronze                   |
| ------------------------- | ------------------------------- | -------------------------------- |
| Luka Modrić (Real Madrid) | Cristiano Ronaldo (Real Madrid) | Jonathan Urretaviscaya (Pachuca) |

## Classificação final
Para estatísticas, partidas decididas na prorrogação são consideradas como vitória e derrota e partidas decididas nos pênaltis são contadas como empate.
| Pos. | Times              | P | J | V | E | D | GP | GC | SG |
| ---- | ------------------ | - | - | - | - | - | -- | -- | -- |
| 1    | Real Madrid        | 6 | 2 | 2 | 0 | 0 | 3  | 1  | +2 |
| 2    | Grêmio             | 3 | 2 | 1 | 0 | 1 | 1  | 1  | 0  |
| 3    | Pachuca            | 6 | 3 | 2 | 0 | 1 | 5  | 2  | +3 |
| 4    | Al-Jazira          | 6 | 4 | 2 | 0 | 2 | 4  | 6  | –2 |
| 5    | Urawa Red Diamonds | 3 | 2 | 1 | 0 | 1 | 3  | 3  | 0  |
| 6    | Wydad Casablanca   | 0 | 2 | 0 | 0 | 2 | 2  | 4  | –2 |
| 7    | Auckland City      | 0 | 1 | 0 | 0 | 1 | 0  | 1  | –1 |